# St. Nikolaus von der Flüe (Colbitz)

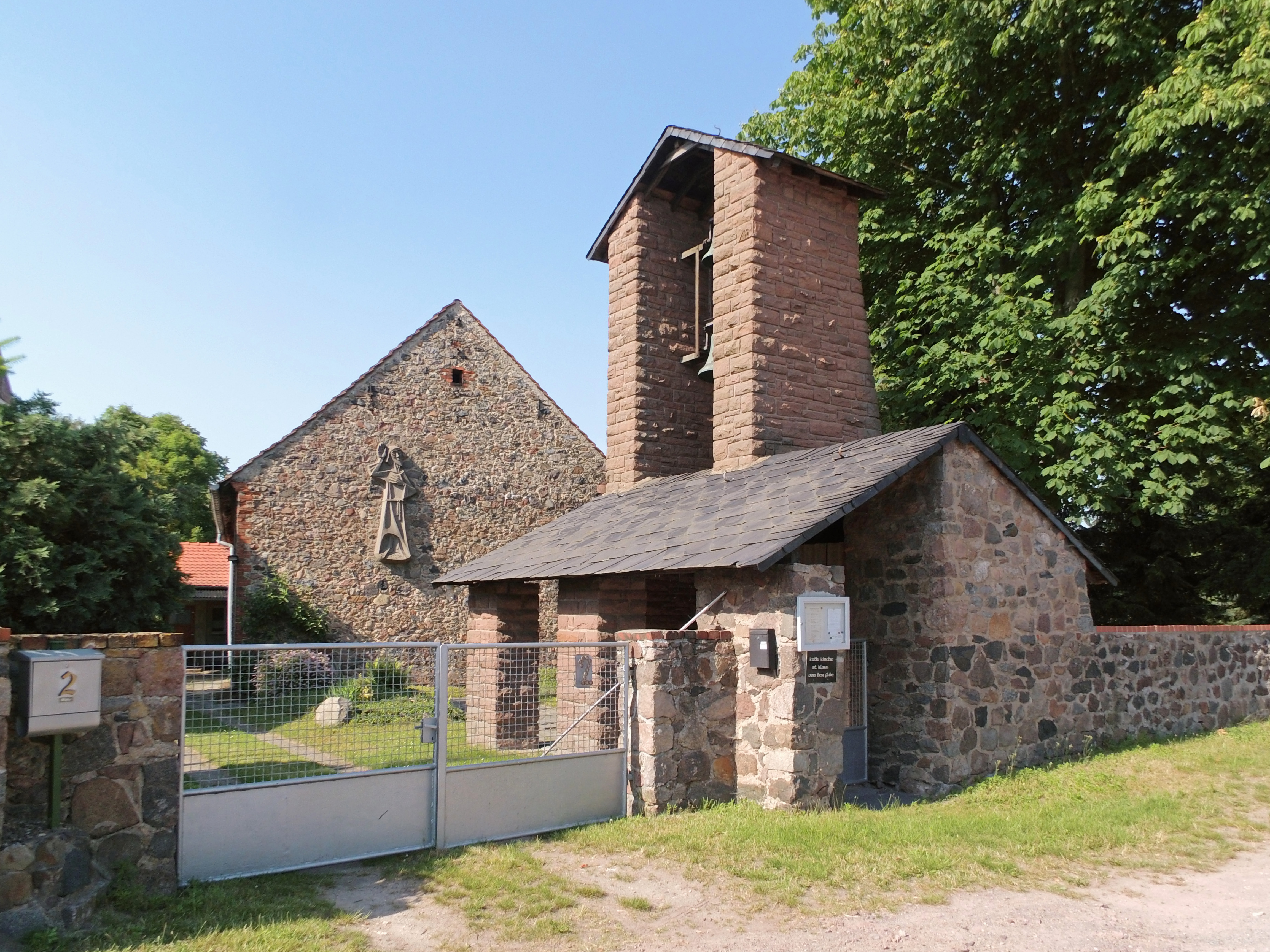
Außenansicht

Die Kirche St. Nikolaus von der Flüe, auch kurz St. Klaus von der Flüe genannt, ist die römisch-katholische Kirche in Colbitz, einer Gemeinde im Landkreis Börde in Sachsen-Anhalt. Sie gehört zur Pfarrei „St. Christophorus“ mit Sitz in Haldensleben, im Dekanat Stendal des Bistums Magdeburg. Die nach dem heiligen Niklaus von Flüe benannte Kirche steht im Südosten von Colbitz und hat die Adresse Loitscher Weg 2.

## Geschichte
Mit der Reformation im 16. Jahrhundert wurden die Bevölkerung und die Kirche in Colbitz, das damals zum Bistum Halberstadt gehörte, evangelisch-lutherisch. Der genaue Zeitpunkt der Einführung der Reformation in Colbitz ist nicht bekannt.
Erst ab 1880 ließen sich wieder Katholiken in kleiner Zahl in Colbitz nieder, sie waren zunächst nach Groß Ammensleben, dann nach Wolmirstedt eingepfarrt. 1910 zeigte eine Volkszählung im Landkreis Wolmirstedt, dass in Colbitz bereits 36 Katholiken wohnten. Es waren überwiegend Saisonarbeiter aus Oberschlesien, die auf den Gutshöfen im Raum Colbitz Arbeit fanden und dort sesshaft geworden waren.
Nachdem am 3. September 1939 Frankreich Deutschland den Krieg erklärte und zwei Tage später eine Offensive gegen das Saargebiet begann, wurden Saarländer in das Innere des Reichsgebietes evakuiert. Infolgedessen kam im September 1939 eine größere Zahl katholischer Saarländer nach Colbitz, für die Bruno Löwenberg, damals Pfarrvikar in Wolmirstedt, Gottesdienste in der evangelischen St.-Paulus-Kirche zu Colbitz hielt. Nachdem die Saarländer im Sommer 1940 wieder in ihre Heimat zurückgekehrt waren, wurden in Colbitz seitens der Pfarrvikare aus Wolmirstedt weiterhin katholische Gottesdienste gehalten, die in einer Privatwohnung stattfanden. Im Herbst 1944 kamen Evakuierte vom Niederrhein nach Colbitz; von da an wurden die katholischen Gottesdienste wieder in der evangelischen St.-Paulus-Kirche gehalten.
Anfang 1945 sandte das Erzbistum Paderborn Vikar Karl Seck von Gelsenkirchen-Schalke in das nahe Colbitz gelegene Angern, wo schon länger katholische Gutsarbeiter aus Schlesien und Polen lebten.
Nach dem Zweiten Weltkrieg erhöhte sich die Zahl der Katholiken im Raum Colbitz durch den Zuzug von Flüchtlingen und Heimatvertriebenen aus Schlesien und dem Sudetenland. Zunächst wurden weiter katholische Gottesdienste in evangelischen Kirchen gehalten.
1955 wurde mit Vikar Josef Feldmann ein katholischer Priester für Colbitz ernannt, er siedelte im Januar 1956 von Wolmirstedt nach Colbitz über. Seine Gottesdienste hielt er zunächst in der evangelischen St.-Paulus-Kirche. Im März 1956 wurde die Kuratie Colbitz gegründet, die zur Pfarrei Wolmirstedt gehörte. Zur Kuratie gehörten neben Colbitz auch die Ortschaften Angern, Blätz, Burgstall, Dolle, Lindhorst, Rogätz, Sandbeiendorf und Wenddorf. Von 1956 an wurden in Colbitz auch katholische Kirchenbücher geführt.
Mitte 1956 wurde ein Gartengrundstück erworben, auf dem sich eine Scheune befand, die bereits seit 1936 nicht mehr genutzt worden war. 1957 begann der Architekt Anton Schneider die Planung für den Umbau der Scheune zu einer Kirche. In den Jahren 1957 bis 1959 wurden verschiedene Bauanträge von den staatlichen Behörden der DDR abgelehnt oder nicht beantwortet. Im Sommer 1959 begann dennoch der Umbau der Scheune zur Kirche. Im Herbst 1960 wurde Feldmann nach Hohenleipisch versetzt, um ihn vor staatlicher Strafverfolgung zu schützen. Sein Nachfolger war Kuratus Müller, zuvor Vikar in Schönebeck. Er kaufte 1960 das neben der Kirche stehende Wohnhaus als Pfarrhaus an. Im November 1960 wurde die Errichtung der Kirche endlich von staatlicher Seite genehmigt. Bis dahin war bereits der Umbau zur Kirche so weit fortgeschritten, dass am Heiligen Abend 1960 mit der Christmette dort die erste Heilige Messe gefeiert werden konnte. Am 9. Januar 1961 erfolgte die Benediktion der Kirche durch Kuratus Müller. Am 19. August 1962 oder 26. August 1962 folgte die Konsekration des Altars durch Friedrich Maria Rintelen, den in Magdeburg residierenden Weihbischof des Erzbistums Paderborn, zu dem Colbitz damals gehörte.
Von 1962 bis 1965 wurde, ebenfalls nach Plänen von Schneider, der Glockenturm erbaut, und am 25. September 1965 wurden die Glocken geweiht. Ebenfalls 1965 wurde der Gemeinderaum eingeweiht, der durch Ausbau eines westlich der Kirche angebauten Stalles entstanden war.
1966 wurde Kuratus Müller als Vikar in der Lutherstadt Eisleben versetzt, und Theobald Hillmann (1931–2010), vorher Kuratus an der St.-Petrus-Kirche in Kalbe, übernahm den Dienst als Kuratus in Colbitz. 1966 wurde auch, ausgelöst durch die Liturgiereform des Zweiten Vatikanischen Konzils, der Altarraum umgestaltet und der noch bestehende Ambo errichtet. Am 24. Mai 1966 wurde der umgebaute Altar konsekriert und von 1967 bis 1969 die Orgel gebaut.
1974 gehörten zur Kuratie Colbitz 602 Katholiken. 1976 wurde Kuratus Hillmann als Pfarrvikar an die Pfarrvikarie St. Elisabeth in Zipsendorf-Meuselwitz versetzt, infolge des Priestermangels wurde die Kuratie Colbitz nicht mehr besetzt und durch Geistliche der Kirche St. Elisabeth (Tangerhütte) betreut. In das Pfarrhaus zog eine Familie, die sich um die Kirche kümmerte. Inzwischen wurde das Pfarrhaus verkauft. Bis 1978 war die Zahl der Katholiken in der Kuratie Colbitz auf nur noch 508 abgesunken. Am 1. Januar 1982 wurde die Kuratie Colbitz aufgehoben, und die Kirche gehörte von da an zur Pfarrei Wolmirstedt. Im Dezember 2006 hieß es, die Kirche solle profaniert werden; was jedoch durch die Initiative von Gemeindemitgliedern und Förderern bisher verhindert werden konnte.
Am 1. März 2007 wurde der Gemeindeverbund „Haldensleben-Eichenbarleben-Groß Ammensleben-Weferlingen-Wolmirstedt“ („Aller-Ohre St. Christophorus“) gegründet, zu dem von da an auch die Kirche in Colbitz gehörte. Am 2. Mai 2010 entstand aus dem Gemeindeverbund die heutige Pfarrei „St. Christophorus“. Zu ihr gehören außer der Colbitzer Kirche auch die Kirchen „St. Johannes Baptist“ in Althaldensleben, „Heilig Kreuz“ in Calvörde, „St. Benedikt“ in Eichenbarleben, „St. Peter und Paul“ in Groß Ammensleben, „St. Liborius“ in Haldensleben, „St. Josef und St. Theresia vom Kinde Jesu“ in Weferlingen, „St. Josef“ in Wolmirstedt sowie die Wallfahrtskapelle „St. Anna“ auf Gut Glüsig. Die Volkszählung in der Europäischen Union 2011 zeigte, dass von den 3246 Einwohnern der politischen Gemeinde Colbitz 81 und somit 2,5 % der römisch-katholischen Kirche angehörten. Die große Mehrheit der Colbitzer Einwohner gehört heute keiner Religionsgemeinschaft an. In der Kirche finden nur noch selten Gottesdienste statt, sie wird jedoch auch für Konzerte, Lesungen und andere Veranstaltungen genutzt.

## Architektur und Ausstattung

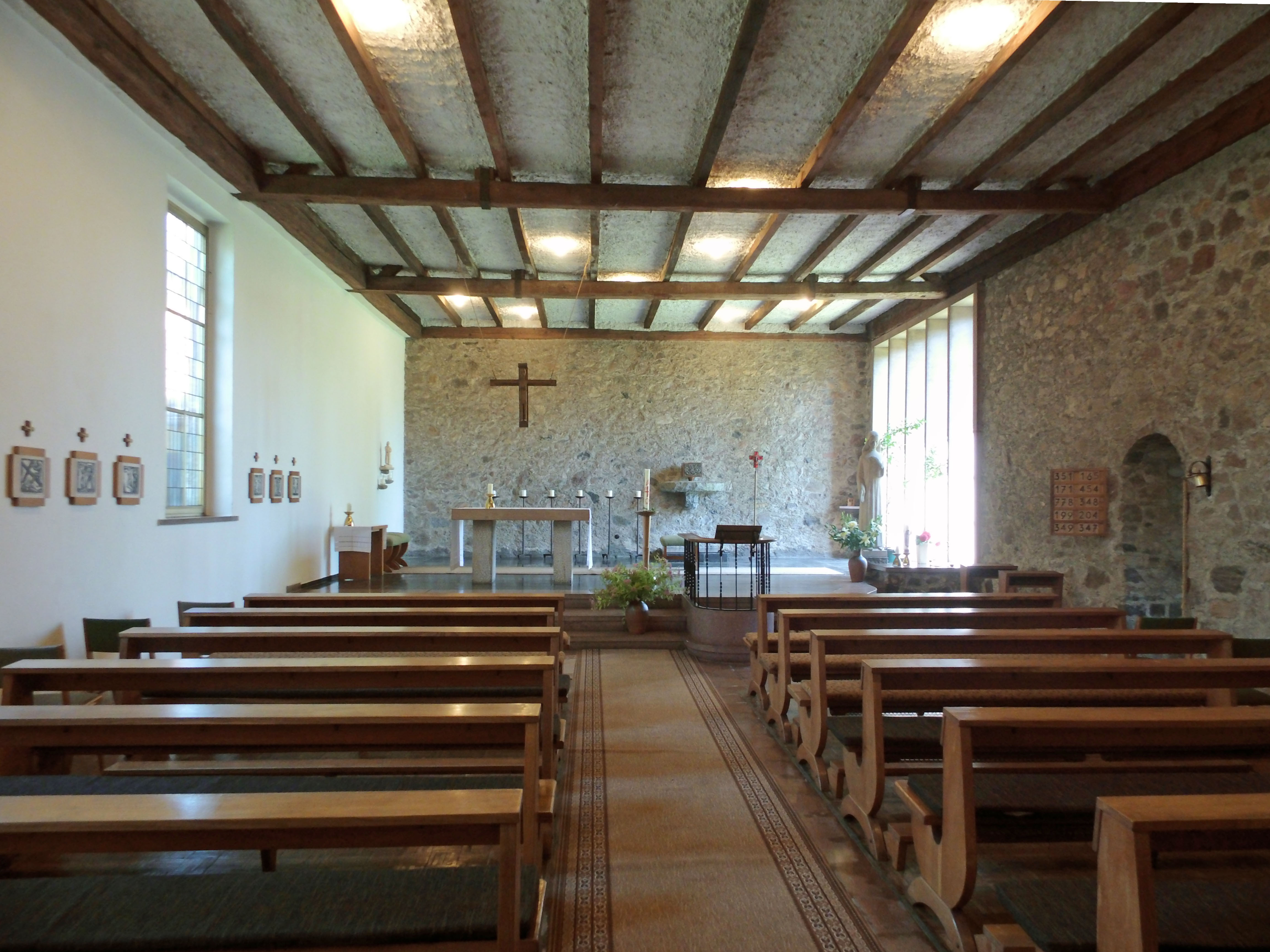
Innenansicht

Die Kirche entstand durch den Umbau einer Scheune; sie verfügt über 72 Sitzplätze. In ihrem freistehenden Turm hängen zwei 1964 von der Glockengießerei in Apolda hergestellte Bronzeglocken, wovon die größere Glocke dem heiligen Nikolaus von der Flüe und die kleinere Glocke der heiligen Maria (Mutter Jesu) geweiht ist. Eine Darstellung des heiligen Nikolaus von der Flüe, des Schutzpatrons der Kirche, befindet sich auf dem Südgiebel der Kirche; sie wurde 1963 vom Bildhauer Rudolf Hilscher (Köthen) geschaffen. An der Ostseite der Kirche sind die Sakristei und eine Beichtkapelle, die auch als Taufkapelle genutzt wird, angebaut.
Über dem Altar hängt ein Kreuz. Im Altarraum befindet sich eine weitere, kleinere Statue des heiligen Nikolaus von der Flüe. Eine aus Sandstein geschaffene Marienstatue, vor der Opferkerzen aufgestellt werden können, stammt ebenfalls von Hilscher; sie wurde bereits 1960 in der Kirche aufgestellt. Der Ambo besteht aus Kunststein und Schmiedeeisen. Die Pfeifenorgel ist ein Werk des Orgelbauers Friedrich Löbling aus Erfurt. Zur Innenausstattung der Kirche gehören zwölf Kreuzwegstationen. In der zum Kirchenschiff hin offenen Beichtkapelle stehen der Beichtstuhl und der 1964 errichtete Taufstein. In der Kirche werden ständige Ausstellungen über die Geschichte der Kirche und das Leben des heiligen Nikolaus von der Flüe gezeigt.